# Barbora Garbová
Barbora Garbová (Pardubice, 23 agosto 1975) è un'ex cestista slovacca, fino al 1992 cecoslovacca.

## Carriera
Con la Slovacchia ha disputato i Campionati europei del 1995.